# Den polsk-litauiske realunion

Den polsk-litauiske realunion eller "Republikken af to Nationer" (fra 1791 Realunionen Polen)(note om navne på andre sprog) var et føderalt valgkongedømme dannet af Kongeriget Polen og Storfyrstendømmet Litauen i 1569, der regeredes af en fælles monark. Realunionen var den største og en af de folkerigeste stater i 15- og 1600-tallets Europa på omkring 1.000.000 km2 og en multietnisk befolkning på 11 millioner på sit højdepunkt i det tidlige 1600-tal. Realunionen blev etableret ved vedtagelse af en traktat på et sammentræde den 1. juli 1569 i Lublin og blev opløst ved den tredje deling af Polen i 1795.
Unionens funktioner var enestående i forhold til samtidige stater: det politiske system var præget af streng kontrol af kongemagten. Denne kontrol blev vedtaget af den lovgivende forsamling (sejm), der kontrolleres af adelen (szlachta). Dette enestående system var en forløber for moderne begreber om demokrati, konstitutionelt monarki og føderationer. De to stater i Realunionen var formelt lige, men reelt var Polen den dominerende part i unionen.
Den polsk-litauiske Realunion var kendetegnet ved en høj grad af etnisk mangfoldighed og relativ religiøs tolerance garanteret af Warszawakonføderationen fra 1573, selv om graden af religiøs tolerance varierede over tid.
Efter flere årtier med velstand, kom unionen ind i en periode med langvarig politisk, militær og økonomisk tilbagegang. Den voksende svaghed førte i slutningen af 1700-tallet til en opdeling blandt de mere magtfulde naboer, Østrig, Preussen og det Russiske Kejserrige . Kort før opløsningen vedtog Realunionen en massiv reform med forfatningen af 3. maj 1791, beskrevet af Norman Davies som den første af sin art i Europa.

## Navn
Det officielle navn for Realunionen var Kongeriget Polen og Storfyrstendømmet Litauen (polsk: Królestwo Polskie jeg Wielkie Księstwo Litewskie, litauisk: Lenkijos Karalystė ir Lietuvos Didzioji Kunigaikštystė, hviderussisk: Каралеўства Польскае і Вялікае Княства Літоўскае, ukrainsk: Королівство Польське та Велике князівство Литовське). Før 1600-tallet benyttedes det latinske navn Regnum Poloniae Magnusque Ducatus Lithuaniae i internationale traktater og diplomatiske tekster. Fra 1600-tallet benyttedes det latinske navn Serenissima Res Publica Poloniae (polsk: Najjaśniejsza Rzeczpospolita Polska, dansk: ~ Den mest fredfyldte republik Polen). I daglig tale kaldte indbyggere unionen "Republiken" (polsk: Rzeczpospolita, litauisk: Žečpospolita, ruthensk: Рѣч Посполита). I Europa anvendes Polen ofte som synonym for hele unionen. Navnet "Unionen af to nationer" (polsk: Rzeczpospolita Obojga Narodów) blev første gang benyttet i 1967.

## Historie
Polen og Litauen gennemgik en række krige og alliancer i løbet af 1300-tallet og det tidlige 1400-tal. Adskillige relativt svage aftaler mellem de to lande, Kraków-Vilniusunionen, Krevo-unionen, Vilnius-Radomunionen, Grodnounionen, og Horodłounionen blev indgået, før den mere permanente Lublinunion blev indgået i 1569. Denne aftale var et af Sigismund II Augustus, sidste monark af Jogailas-dynastiet, vigtigste resultater. Sigismund troede han kunne bevare sit dynasti ved at indføre valgkongedømme. Hans død i 1572 blev efterfulgt af et treårig interrex, hvor det konstitutionelle system blev justeret. Disse justeringer øgede den polske adels indflydelse betydeligt og etablerede et ægte valgkongedømme.
Realunionen nåede sin guldalder i det tidlige 1600-tal. Realunionen var i stand til at forsvare sig mod Sverige, Zar-rusland, og vasaller af Det Osmanniske Rige, og selv lancere vellykkede ekspansive offensiver mod sine naboer. Således invaderede Polen-Litauen Rusland flere gang i løbet Forvirringens tid (1603-1613) og formåede at indtage Moskva og holde byen fra den 27. september 1610 til 4. november 1612, hvor de polsk-litauiske styrker blev drevet ud efter moskovitisk opstand og belejring af styrkerne i Kreml. Unionens magtfulde parlament var domineret af adelen, der var tilbageholdende med at involvere landet i Trediveårskrigen (1618-1648). Neutraliteten skånede Polen-Litauen for konsekvenserne af den politisk-religiøse konflikt, der hærgede det meste af det samtidige Europa.
Realunionens magt var aftagende efter en række slag i løbet af de følgende årtier. I 1648 indledtes et større oprør blandt kosakkerne i den sydøstlige del af Unionen (Khmelnytskyiopstanden i det nuværende Ukraine). Opstanden resulterede i en ukrainsk anmodning om Zar-Ruslands beskyttelse i henhold til Pereyaslavtraktaten. Ruslands efterfølgende annektering af dele af Ukraine fortrængte gradvist den polske indflydelse. Det andet slag mod den polsk-litauiske realunion var en svensk invasion i 1655. Invasionen, "syndfloden", der er den polsk-litauiske betegnelse, var Karl X Gustavs reaktion på års konflikter med Realunionen. Den svenske invasion støttedes af transsylvanske tropper under ledelse af Georg II Rákóczy og Frederik Vilhelm den store kurfyrste af Brandenburg.
I slutningen af 1600-tallet allierede den svækkede kong John III Sobieski sig med Leopold I kejser af det Tysk-romerske rige i kampen mod det Osmanniske Rige. Slaget ved Wien i 1683 mellem alliancen og de allierede osmaniske styrker var vendepunktet for 250-års konflikt mellem det det kristne Europa og det islamiske Osmanniske rige. På grund af den århundreder lange modstand mod den osmanniske fremmarch blev Polen-Litauen omtalt som "Antemurale Christianitatis" (dansk: bolværk for kristendommen). I løbet af de næste 16 år blev osmannerne tvunget syd for Donau i Den store tyrkiske krig, for ikke igen at nå så langt op i Centraleuropa.
I 1700-tallet bragte destabilisering af det politiske system Polen-Litauen på randen af anarki. Realunionen stod over for mange interne problemer og var sårbar over for påvirkninger udefra. I 1715 brød et åbent opgør ud mellem kongen og adelen og zar Peter den Stores mægling satte ham i stand til yderligere at svække staten. Den russiske hær var til stede ved den stille Sejm i 1717, som begrænsede Polen-Litauens væbnede styrker til 24.000 og fastsatte finansiering, fastholdt liberum veto, og forbød kongens saksiske hær. Den russiske zar stod som garant for aftalen. Vesteuropas øgede udnyttelse af ressourcerne i Amerika gjorde Polen-Litauens leverancer mindre afgørende. I 1768 blev den polsk-litauiske realunion et protektorat under det Russiske Kejserrige, og kort efter indtrådte Polens første deling, hvor de omkringliggende magter annekterede dele af Realunionens territorium. Ændringerne udløste dannelsen af den anti-russiske Barkonføderation og udløste en borgerkrig, der førte til yderligere svækkelse og polens første deling. Kontrol over Polen var central for Katharina 2. af Ruslands diplomatiske og militære strategi, der var modstander af polske forsøg på reformer, som da den store sejm vedtog 3. maj forfatningen i 1791. Intern modstand blandt Polens adel mod 3. maj forfatningen ledte til dannelsen af Targowica-konføderationen, der med russisk hjælp indledte en borgerkrig i Polen, der omgående førte til russisk intervention og Polens anden deling i januar 1793. Efter den fejlslagne Kościuszko-opstand i 1794 blev den sidste del af Polen-Litauen i oktober 1795 delt mellem nabolandene Kongeriget Preussen, Det Russiske Kejserrige og De Habsburgske Arvelande og Den polsk-litauiske realunion blev slettet fra Europas landkort. Polen og Litauen blev ikke reetableret som uafhængige lande før 1918, mens Ukraine og Hviderusland først opnåede uafhængighed i 1990'erne.

### Navn på lokale og officielle sprog
- polsk: Królestwo Polskie i Wielkie Księstwo Litewskie
- litauisk: Lenkijos Karalystė ir Lietuvos Didžioji Kunigaikštystė
- hviderussisk: Каралеўства Польскае і Вялікае Княства Літоўскае (tr. Karaleўstva Pol'skae і Vjalіkae Knjastva Lіtoўskae)
- ukrainsk: Королівство Польське і Велике князівство Литовське (tr. Korolivstva Polʹsʹkoho i Velykoho knyazivstva Lytovsʹkoho)
- latin: Regnum Poloniae Magnusque Ducatus Lithuaniae[24]
- tysk: Königreich Polen und Großfürstentum Litauen
- fransk: Royaume de Pologne et Grand-duché de Lituanie / Sérénissime République de Pologne et Grand-duché de Lituanie[35]

### Warszawa somde factohovedstad
Historikere daterer ændringen af den polske hovedstad fra Krakow til Warszawa mellem 1595 og 1611, selv om Warszawa ikke officielt blev udpeget hovedstad før 1793. Realunionens sejm begyndte at mødes i Warszawa kort efter oprettelsen af Lublinunionen og regenterne holdt almindeligvis deres hof der, selv om kroningerne fortsatte med at finde sted i Krakow. Det moderne begreb med en enkelt hovedstad var til en vis grad uanvendelig i den feudale og decentrale Realunion. Warszawa er beskrevet af nogle historikere som hovedstad for hele Realunion. Vilnius, hovedstaden i Storfyrstendømmet, kaldes den anden hovedstad for Realunionen.